# Cistothorus platensis
El cucarachero sabanero (Cistothorus platensis) es una especie de ave paseriforme de la familia Troglodytidae perteneciente al género Cistothorus. Algunos autores sostienen que se trata de múltiples especies. Se encuentra desde el centro de México, en América Central y del Sur hasta Tierra del Fuego e islas Malvinas.

## Distribución y hábitat
Sus áreas de distribución se encuentran de forma discontinua desde el centro de México hasta el extremo sur de Sudamérica, incluyendo Belice, Guatemala, Honduras, Nicaragua, Costa Rica (registros antiguos en Panamá y El Salvador), Colombia, Venezuela, Guyana, Ecuador, Brasil, Perú, Bolivia, Paraguay, Uruguay, Argentina, Chile e islas Malvinas.
Esta especie es localmente bastante común en sus hábitats preferidos: las sabanas de baja altitud y los pastizales andinos, donde llega hasta los 4000 m s. n. m.

## Nombres comunes
Se le denomina también ratona aperdizada (en Argentina, Uruguay y Paraguay), chercán de las vegas (en Chile), cucarachero paramuno (en Colombia), soterrey sabanero (en Costa Rica), colchonero sabanero (en Honduras), chivirín sabanero (en México), saltapared sabanero (en México), chochín sabanero (en Nicaragua), cucarachero sabanero (en Venezuela) o ratona de ciénaga (en Venezuela).

## Descripción
Mide entre 9,5 y 11 cm de longitud. Pequeño y pardo, con el dorso estriado y las alas barradas; corona negra rayada de blanco; lista superciliar blancuzca; por abajo es blanquecino. La cola es barrada. Las aves del sur de América del Sur tienen la corona más negra y son más notoriamente estriadas que las aves de los Andes que tienen corona más parduzca y partes inferiores más pardo amarillentas.

## Comportamiento
Se mueve casi como una laucha por el suelo o a baja altura, prefiriendo los pastos altos, sean secos o húmedos, lo que los hace de difícil observación. Sin embargo, en la época de cría, el macho posa en perchas expuestas desde donde entona su canto complejo y musical, que revela su presencia.

### Reproducción
Construye un gran nido esférico con pasto seco, de entrada lateral, en el suelo o sujeto a tallos de pastos densos próximos al suelo, donde incuba de cuatro a seis huevos blancos.

### Vocalización
Los cantos varían geográficamente y básicamente consisten de una repetición de gorjeos y trinados. El llamado más frecuente es un repetido «tcher-tcher-tcher» o «tchu-tchu-tchu».

## Sistemática

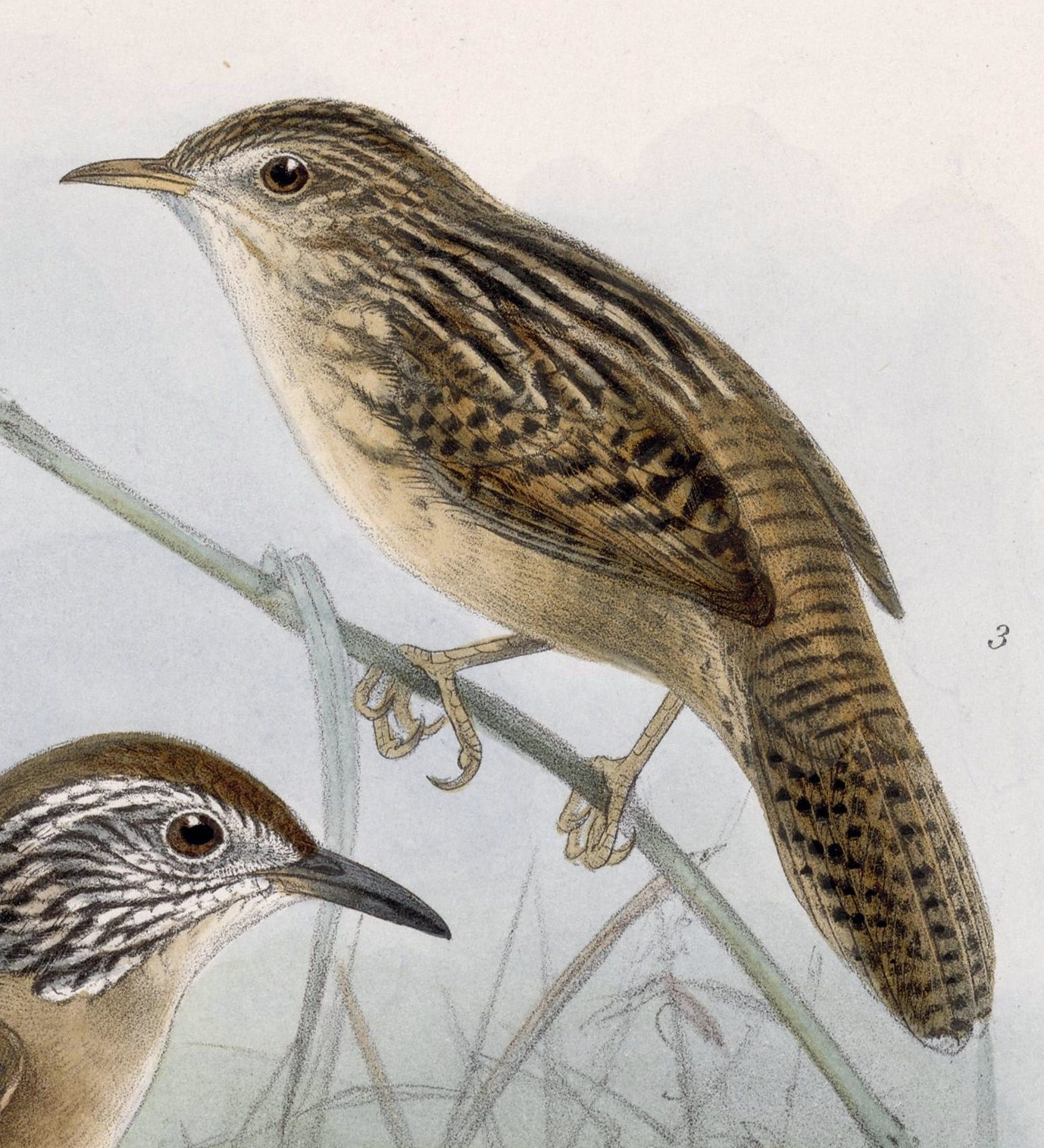
Cistothorus platensis elegans; ilustración de Keulemans en Biologia Centrali-Americana, 1902.

### Descripción original
La especie C. platensis fue descrita por primera vez por el naturalista británico John Latham en 1790 bajo el nombre científico Sylvia platensis; la localidad tipo es: «Buenos Aires, Argentina».

### Etimología
El nombre genérico masculino «Cistothorus» es una combinación de las palabras del griego «kistos» que significa ‘matorral’, y «thouros» que significa ‘saltando’, ‘corriendo’; y el nombre de la especie «platensis» se refiere al Río de la Plata.

### Taxonomía
La especie Cistothorus stellaris, migratoria dentro de América del Norte, ya era considerada como especie separada por algunos autores anteriores y tradicionalmente como una subespecie de la presente, cuyas numerosas subespecies son residentes, por otros autores y clasificaciones; los estudios filogenéticos de Robbins & Nyári (2014) corroboraron la separación, que fue reconocida en las Propuestas N° 820 al Comité de Clasificación de Sudamérica (SACC) y 2021-C-3 al Comité de Clasificación de Norte y Mesoamérica (N&MACC).
Los estudios mismos estudios filogenéticos de Robbins & Nyári (2014) encontraron que la presente especie era parafilética en relación con Cistothorus meridae y C. apolinari, y propusieron el reconocimiento de nueve especies separadas, actualmente subespecies o grupos de subespecies dentro del ampliamente definido taxón platensis. Sin embargo, en la Propuesta N° 837 al SACC se rechazó esta separación, a pesar de reconocer que muy probablemente se trate de múltiplas especies, debido a las incongruencias y lagunas existentes en los análisis presentados.

### Subespecies
Según las clasificaciones del Congreso Ornitológico Internacional (IOC) y Clements Checklist/eBird v.2021 se reconocen 17 subespecies, con su correspondiente distribución geográfica:
- Grupo politípico elegans: 
  - Cistothorus platensis potosinus Dickerman, 1975 – centro norte de México (San Luis Potosí).
  - Cistothorus platensis tinnulus R.T. Moore, 1941 – centro de México (Nayarit all sur hasta Michoacán, México y Distrito Federal.
  - Cistothorus platensis jalapensis Dickerman, 1975 – este de México (centro de Veracruz).
  - Cistothorus platensis warneri Dickerman, 1975 – tierras bajas mexicanas en Veracruz, Tabasco y Chiapas.
  - Cistothorus platensis russelli Dickerman, 1975 – Belice (distritos de Toledo y Cayo).
  - Cistothorus platensis elegans P.L. Sclater & Salvin, 1859 – tierras altas del sureste de México (desde Veracruz) y Guatemala.
  - Cistothorus platensis graberi Dickerman, 1975 – interior y este de Honduras y noreste de Nicaragua.

- Cistothorus platensis lucidus Ridgway, 1903 – centro de Costa Rica al sur (al menos antiguamente) hasta el oeste de Panamá.
- Cistothorus platensis alticola Salvin & Godman, 1883 – montañas del norte de Colombia, oeste, norte y este de Venezuela y oeste de Guiana.
- Cistothorus platensis aequatorialis Lawrence, 1871 – (incluye los taxones tolimae y tamae) - parte norte de los Andes centrales de Colombia (Caldas y Tolima hacia el sur hasta el centro del Perú (al sur hasta el centro de Junín) y hasta el este de Colombia y suroeste de Venezuela (sur de Táchira).
- Cistothorus platensis graminicola Taczanowski, 1874 – centro sur del Perú (Junín, Cuzco).
- Cistothorus platensis minimus Carriker, 1935 – (incluye el taxón boliviae) - del sur del Perú al sur de Bolivia.
- Cistothorus platensis tucumanus Hartert, 1909 – noroeste de Argentina (Jujuy al sur hasta Catamarca y Tucumán).

- Grupo politípico platensis: 
  - Cistothorus platensis polyglottus (Vieillot), 1819 – Paraguay, sur de Brasil y Uruguay.[16]
  - Cistothorus platensis platensis (Latham), 1790 – este de Argentina (al este desde Córdoba y Mendoza).
- Grupo politípico hornensis:
  - Cistothorus platensis hornensis (Lesson), 1834 – centro de Chile y sur de Argentina (al sur desde el paralelo 41°) hasta el Cabo de Hornos.
  - Cistothorus platensis falklandicus Chapman, 1934 – Islas Malvinas.